# Visista advaita
La visista advaita o vishishtadvaita es una subdoctrina no dualista dentro de la doctrina vedanta. Las otras dos subdoctrinas importantes son:advaita (‘no [hay] dualidad’ entre Dios y las almas, no son diferentes) y dvaita (‘dualidad’: Dios es distinto de las almas).
Según los seguidores de esta doctrina, existe solo una única realidad, el Brahman ―llamado asesha chit-achit prakāram brahmaikameva tattuam brahman―, calificado por dos «modos» (aspectos o atributos): los seres sentientes y los seres insentientes. 
El creador de esta doctrina fue el religioso hinduista Iamuna Acharia (siglo X-XI) y su propagador fue Ramanuya Acharia (1077-1157), quien estableció la identificación de un Dios personal con la impersonal divinidad Brahman (que aparece como sujeto de las escrituras Upanishad). Para él, el alma y la materia dependen de Dios para su existencia. Debido a esto, el sistema de Ramanuya que se conoce como no dualista.
La exclusiva devoción a Dios puede despertar su gracia, ayudando al devoto a ganar la liberación del ciclo de reencarnación. Después de Ramanuya, se desarrolló un cisma sobre el concepto de la gracia, dando origen a diferentes escuelas. La difusión de la doctrina visista advaita fue importante en el renacimiento devoto del visnuismo (adoración al dios Visnú) ―que en el sur de la India sigue teniendo una influencia significativa― y especialmente del krisnaísmo (también llamado vaisnavismo gaudíya: ‘visnuismo de Bengala’, la adoración al dios Krisna).

## Etimología
- viśiṣṭādvaita, en el sistema AITS (alfabeto internacional de transliteración sánscrita).
- विशिष्टाद्वैत, en escritura devánagari.
- ವಿಶಿಷ್ಟಾದ್ವೈತ, en idioma kannada
- Etimología: ‘aduaita con especificaciones’ (en sánscrito), siendo
  - advaita: siendo a- partícula negativa, y dvaita: ‘dualidad’
  - vedānta: ‘fin de los Vedas’, en el sentido de ‘meta del conocimiento’ (siendo veda: ‘conocimiento’, y los cuatro Vedas; y anta: ‘final’ o ‘finalidad’).